# Wenzlow
Wenzlow ist eine Gemeinde im Amt Ziesar des Landkreises Potsdam-Mittelmark in Brandenburg.

## Geographie
Wenzlow liegt zwischen den Städten Ziesar und Brandenburg an der Havel im Westen des Landes Brandenburg. Die Gemeinde grenzt unmittelbar südlich an die kreisfreie Stadt Brandenburg an der Havel, das Oberzentrum der Region. Durch die Gemeinde fließen das Verlorenwasser und die Holzbuckau. Beides sind Nebenflüsse der Buckau, die zur Havel entwässert.
Wenzlows Nachbargemeinden sind im Uhrzeigersinn Brandenburg an der Havel im Norden, Wollin im Osten und Süden, Gräben im äußersten Süden, Ziesar im Westen und Rosenau im Nordwesten. Die Gemeinde liegt vorrangig auf Flächen des Baruther Urstromtals. Westliche Teile Wenzlows können bereits zum Fiener Bruch gezählt werden.

## Gemeindegliederung
Die Gemeinde umfasst den Kernort Wenzlow, den Ortsteil Boecke und den Gemeindeteil Grüningen.

## Geschichte

Wenzlow im Hochstift Brandenburg

Die Orte Wenzlow, Grüningen und Boecke lagen bis 1571 im Hochstift Brandenburg, dem Reichsfürstentum der Bischöfe des Bistums Brandenburg. Sie gehörten seit 1817 zum Kreis Jerichow I in der preußischen Provinz Sachsen. Grüningen wurde am 20. Juli 1950 nach Wenzlow eingemeindet.
Wenzlow und Boecke wurden 1952 in den Kreis Brandenburg-Land im DDR-Bezirk Potsdam eingegliedert. Seit 1993 liegen sie im brandenburgischen Landkreis Potsdam-Mittelmark.
Boecke gehört seit dem 1. März 2002 zur Gemeinde.

## Bevölkerungsentwicklung
| Jahr | Einwohner |
| ---- | --------- |
| 1875 | 331       |
| 1890 | 331       |
| 1910 | 331       |
| 1925 | 331       |
| 1933 | 332       |
| 1939 | 338       |

| Jahr | Einwohner |
| ---- | --------- |
| 1946 | 431       |
| 1950 | 717       |
| 1964 | 588       |
| 1971 | 610       |
| 1981 | 551       |
| 1985 | 526       |

| Jahr | Einwohner |
| ---- | --------- |
| 1990 | 518       |
| 1995 | 488       |
| 2000 | 537       |
| 2005 | 595       |
| 2010 | 562       |
| 2015 | 535       |

| Jahr | Einwohner |
| ---- | --------- |
| 2020 | 520       |
| 2021 | 538       |
| 2022 | 540       |
| 2023 | 536       |
| 2024 | 545       |

Gebietsstand des jeweiligen Jahres; Bevölkerungsstand: jeweils 1. Dezember (bis 1910), jeweils 16. Juni 1925 und 1933, jeweils 31. Dezember (1964 und seit 1981) sowie 17. Mai 1939, 29. Oktober 1946, 31. August 1950 und 1. Januar 1971, ab 2011 auf Basis des Zensus 2011, ab 2022 auf Basis des Zensus 2022

## Politik

### Gemeindevertretung
Die Gemeindevertretung von Wenzlow besteht aus sechs Gemeindevertretern und dem ehrenamtlichen Bürgermeister. Die Kommunalwahl am 26. Mai 2019 führte zu folgendem Ergebnis:
| Partei / Wählergruppe             | Stimmenanteil | Sitze |
| --------------------------------- | ------------- | ----- |
| Bürgerinitiative Gesundes Wenzlow | 35,1 %        | 3     |
| Einzelbewerber Andreas Linsdorf   | 21,8 %        | 1     |
| Freie Bürger und Bauern           | 19,7 %        | 1     |
| Einzelbewerber Randy Matthies     | 14,6 %        | –     |
| Einzelbewerber Werner Kraatz      | 08,9 %        | 1     |

Der Stimmenanteil von Andreas Linsdorf entspricht zwei Sitzen. Daher bleibt nach § 48 (6) des Brandenburgischen Kommunalwahlgesetzes ein Sitz in der Gemeindevertretung unbesetzt.
Randy Matthies kandidierte sowohl als Gemeindevertreter als auch als Bürgermeister. Da er die Wahl zum Bürgermeister annahm, bleibt nach § 60 (3) des Brandenburgischen Kommunalwahlgesetzes sein Sitz in der Gemeindevertretung ebenfalls unbesetzt.

### Bürgermeister
- 1998–2019: Martin Schäfer (Freie Bürger und Bauern)[12]
- seit 2019: Randy Matthies[13]

Matthies wurde bei der Bürgermeisterwahl am 9. Juni 2024 ohne Gegenkandidat mit 78,6 % der gültigen Stimmen für eine weitere Amtszeit von fünf Jahren zum ehrenamtlichen Bürgermeister gewählt.

## Sehenswürdigkeiten
In der Liste der Baudenkmale in Wenzlow und in der Liste der Bodendenkmale in Wenzlow stehen die in der Denkmalliste des Landes Brandenburg eingetragenen Kulturdenkmale.

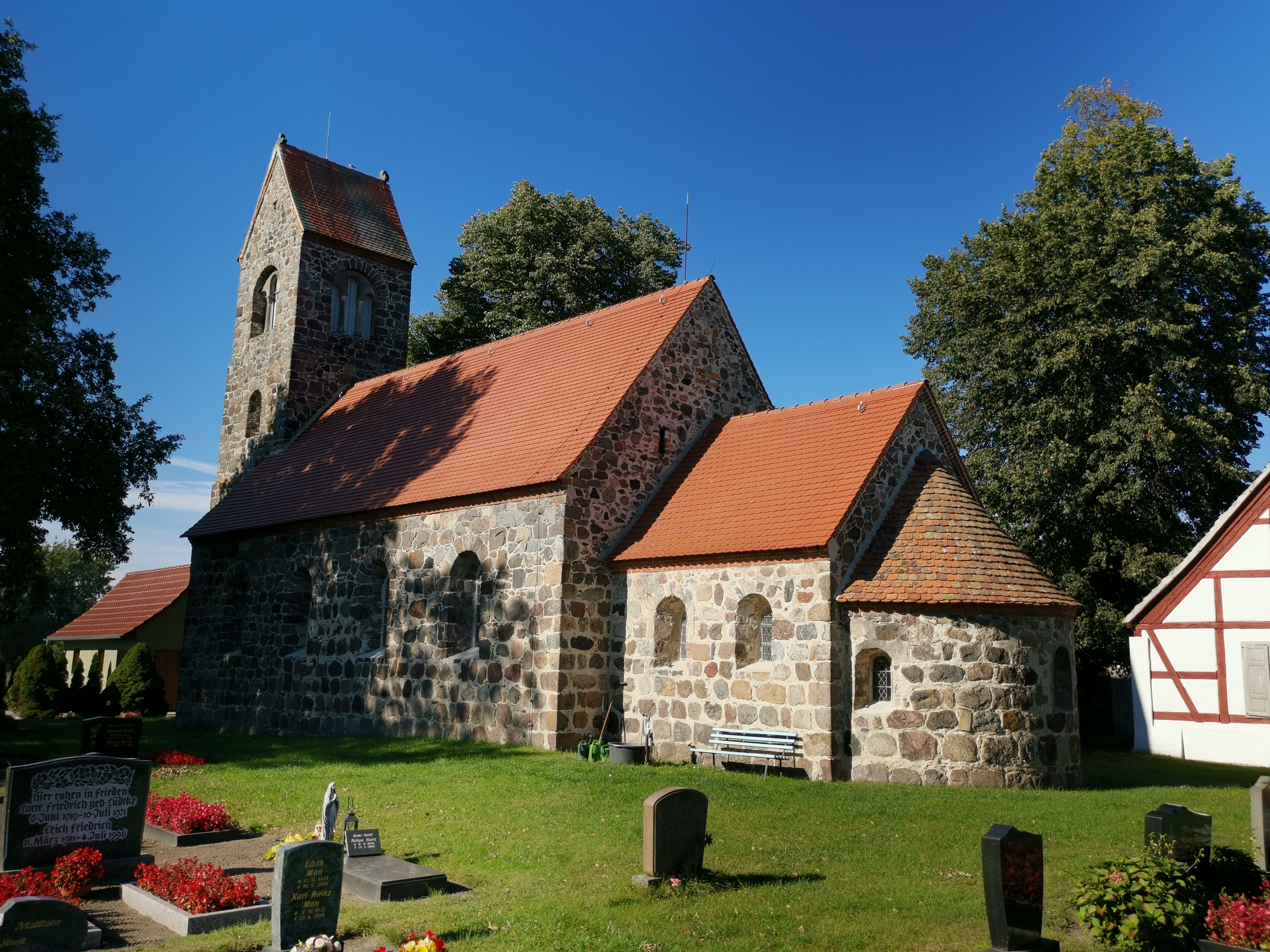
Dorfkirche Boecke
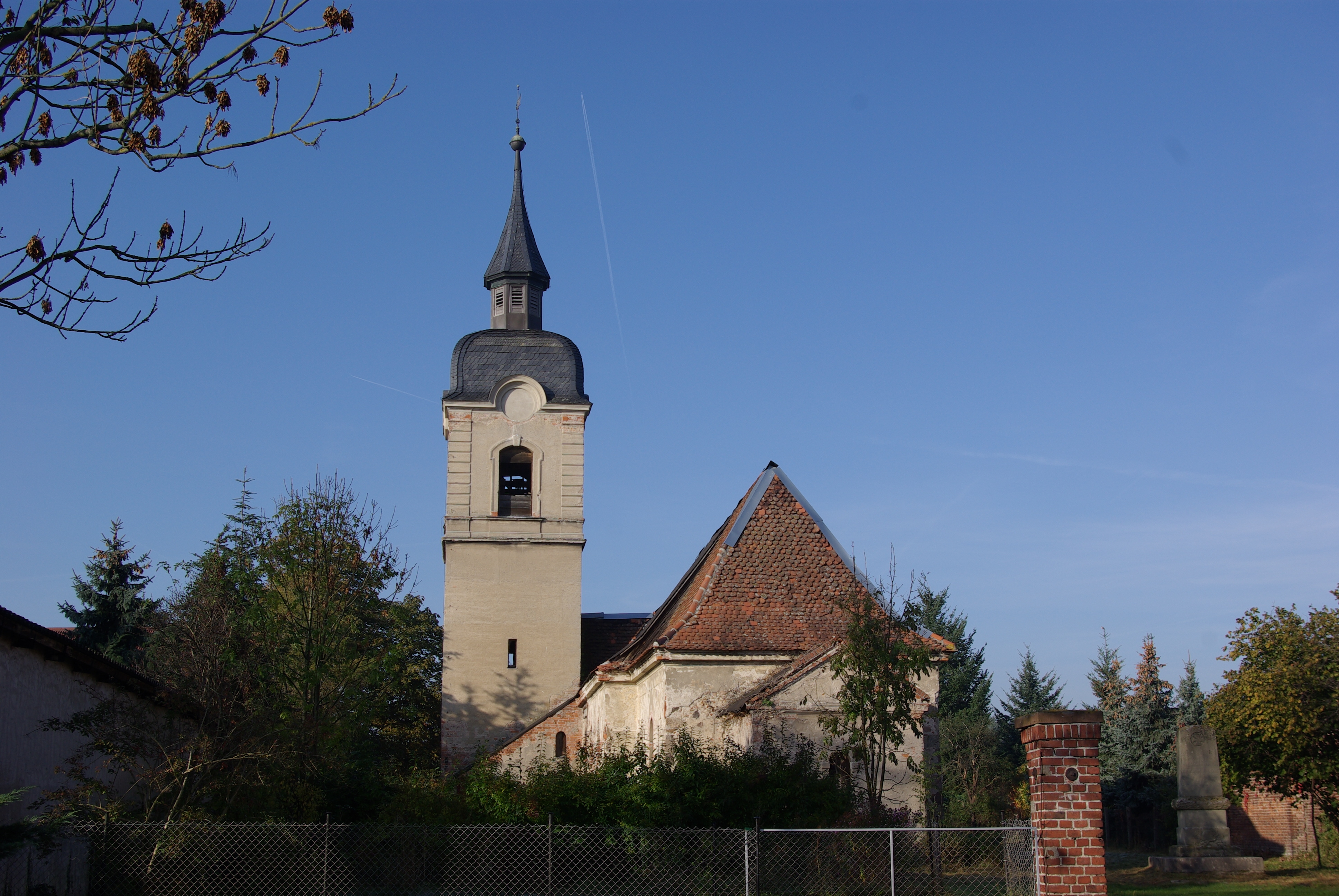
Dorfkirche Grüningen
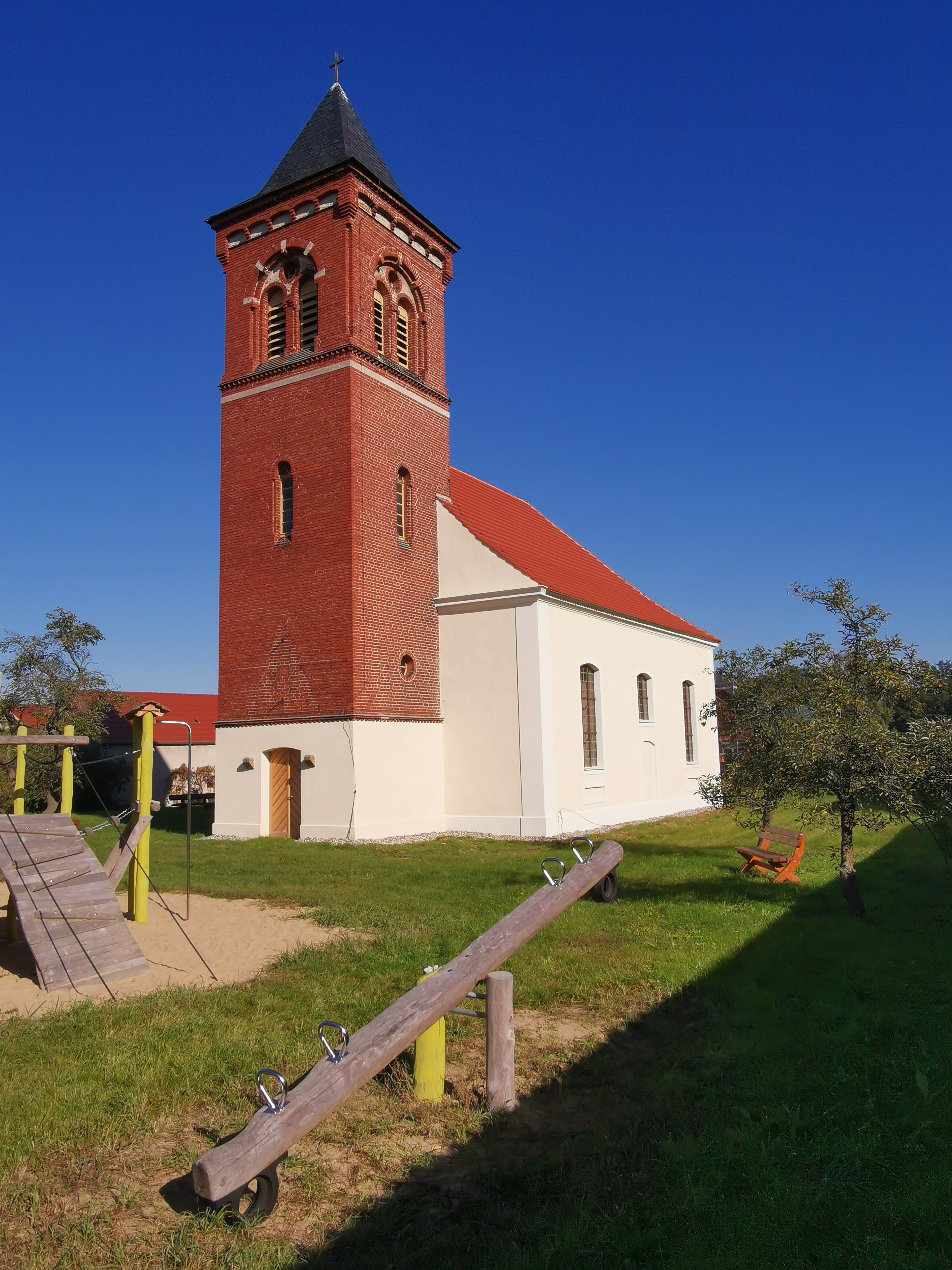
Dorfkirche Wenzlow

Schutzgebiete
In den 1990er Jahren wurden die Niederungen des Fiener Bruchs westlich der Gemeinde Wenzlow im Rahmen des Natura 2000-Netzes als EU-Vogelschutzgebiet Fiener Bruch ausgewiesen. Das Fiener Bruch ist eines von nur noch drei Brutgebieten der in Deutschland vom Aussterben bedrohten Großtrappen, des schwersten flugfähigen Vogels.

## Verkehr
Wenzlow liegt an der Landesstraße L 93 zwischen Ziesar und Brandenburg an der Havel unmittelbar an der Anschlussstelle Wollin der A 2.